# Универсум Гротендика
Униве́рсум Гротенди́ка в математике — непустое множество {\displaystyle {\mathcal {U}}}, такое что:
1. если {\displaystyle x\in {\mathcal {U}}} и {\displaystyle y\in x}, то {\displaystyle y\in {\mathcal {U}}};
2. если {\displaystyle x,y\in {\mathcal {U}}}, то {\displaystyle \{x,y\}\in {\mathcal {U}}};
3. если {\displaystyle x\in {\mathcal {U}}}, то {\displaystyle {\mathcal {P}}(x)\in {\mathcal {U}}};
4. если {\displaystyle (x_{i},i\in I)} — семейство элементов {\displaystyle {\mathcal {U}}} и {\displaystyle I\in {\mathcal {U}}}, то {\displaystyle \bigcup _{i\in I}x_{i}\in {\mathcal {U}}}.

Универсумы Гротендика используются в теории категорий в качестве альтернативы собственным классам. Идея универсумов принадлежит Александру Гротендику, который впервые описал их и применил в теории топосов на семинаре SGA.

## Свойства
Следующие свойства универсумов Гротендика следуют сразу же из определения:
- если {\displaystyle x\in {\mathcal {U}}}, то одноэлементное множество {\displaystyle \{x\}} также принадлежит {\displaystyle {\mathcal {U}}};
- если {\displaystyle x\in {\mathcal {U}}} и {\displaystyle y} — подмножество в {\displaystyle x}, то {\displaystyle y\in {\mathcal {U}}};
- если {\displaystyle x,y\in {\mathcal {U}}}, то упорядоченная пара {\displaystyle (x,y)} также принадлежит {\displaystyle {\mathcal {U}}};
- если {\displaystyle x,y\in {\mathcal {U}}}, то объединение {\displaystyle x\cup y} и декартово произведение {\displaystyle x\times y} принадлежат {\displaystyle {\mathcal {U}}};
- если {\displaystyle (x_{i},i\in I)} — семейство элементов {\displaystyle {\mathcal {U}}} и {\displaystyle I\in {\mathcal {U}}}, то {\displaystyle \prod _{i\in I}x_{i}\in {\mathcal {U}}};
- если {\displaystyle x\in {\mathcal {U}}}, то {\displaystyle card(x)<card({\mathcal {U}})} (в частности, универсум Гротендика не является своим собственным элементом).

## Аксиома об универсумах
В SGA4 вводится следующая аксиома об универсумах:
- Для любого множества {\displaystyle x} существует универсум {\displaystyle {\mathcal {U}}} такой, что {\displaystyle x\in {\mathcal {U}}}.

## Связанные определения
Пусть выбран некоторый универсум Гротендика {\displaystyle {\mathcal {U}}}.
- Множество {\displaystyle x} называется {\displaystyle {\mathcal {U}}}-малым, если {\displaystyle x\in {\mathcal {U}}};
- Категория {\displaystyle \mathbf {C} } называется {\displaystyle {\mathcal {U}}}-малой, если множества её объектов и морфизмов являются {\displaystyle {\mathcal {U}}}-малыми;
- Категория {\displaystyle \mathbf {C} } называется локально {\displaystyle {\mathcal {U}}}-малой, если все её hom-множества являются {\displaystyle {\mathcal {U}}}-малыми.

В частности, категория {\displaystyle {\mathcal {U}}-\mathbf {Set} } всех {\displaystyle {\mathcal {U}}}-малых множеств не является {\displaystyle {\mathcal {U}}}-малой, но является локально {\displaystyle {\mathcal {U}}}-малой.